# Louis Fraser
Louis Fraser (1810 – 1866) è stato uno zoologo britannico.
In gioventù Fraser fu curatore del museo della Zoological Society of London. Partecipò alla spedizione sul fiume Niger (Allen & Thomson 1841-1842) come scienziato della African Civilization Society. Al suo ritorno fu incaricato di occuparsi della collezione di Lord Derby al Knowsley Hall. Scrisse nel 1850 Zoologica Typica, illustrato con immagini di animali da lui scoperti (specialmente uccelli) e di animali rari della collezione del Zoological Society Museum of London. Sempre nel 1850 Fraser fu nominato Console di Quidah (attuale Benin) in Africa Occidentale. Tra il 1859-1860 catalogò uccelli e animali dell'Ecuador e della California, sempre per conto della Zoological Society of London. In quel periodo aprì un negozio di uccelli esotici in Regent Street a Londra. Trascorse gli ultimi anni della sua vita in America e morì a 56 anni.
| Fraser è l'abbreviazione standard utilizzata per le specie animali descritte da Louis Fraser. Categoria:Taxa classificati da Louis Fraser |

| Controllo di autorità | VIAF (EN) 260375958 · ISNI (EN) 0000 0003 8096 993X · CERL cnp02055127 · LCCN (EN) no2012109646 · GND (DE) 1024066509 · BNF (FR) cb17037753z (data) |